# 耶律道隐
耶律道隱（？—983年）字留隐，契丹人。辽国宗室。耶律倍第五子（《契丹国志》作辽世宗与甄皇后第三子），封为晋王。

## 母
高氏，汉人，与耶律倍一同逃往后唐，不知所终。

## 经历
耶律道隐出生于后唐，人皇王耶律倍遭李从珂之害时，耶律道隐年幼，洛阳一僧人将他藏匿并养大，因此命名为道隐。辽太宗灭后唐，耶律道隐回辽国首都，受诏赐外罗山地居住。
辽景宗即位后封他为蜀王，上京留守。乾亨元年，改任南京留守，号令严肃，民获安业。居住数年后，徙封荆王。统和初年，病故，追封晋王。

## 评价
性沉静，有文武才，被当时人称道。

## 传记资料
- 《辽史》卷72 列传第2